# Ignacy Feliks Dobrzyński
Ignacy Feliks Dobrzyński (25. února 1807 Romanow, Ukrajina – 9. října 1867 Varšava) byl polský hudební skladatel, dirigent, klavírista a pedagog.

## Život
Ignacy Dobrzyński se narodil v Romanivě na Ukrajině v Žytomyrské oblasti. (V letech 1933–2003 se město jmenovalo Dzeržinsk.) Hudební základy získal u svého otce, který byl houslistou, skladatelem a hudebním ředitelem. V Romanivě Ignacy navštěvoval jezuitskou školu a ve studiu pokračoval na gymnáziu ve Vinnycji.
V roce 1825 odešel do Varšavy, kde byl nejprve soukromým žákem skladatele Józef Elsnera a o rok později začal studovat na varšavské konzervatoři, kde byl jeho spolužákem Fryderyk Chopin. Absolvoval v roce 1828.
V roce 1835 získal druhou cenu ve skladatelské soutěži za 2. symfonii c-moll, která byla později nazvána „Symfonie v charakteristickém duchu polské hudby“. Získal si pověst jako vynikající učitel hry na klavír. V roce 1845 vydal ve Varšavě Školu hry na klavír (Szkoła na fortepian). V témže roce odcestoval do Německa, kde vystupoval jako sólista i jako dirigent. Nějaký čas pobýval v Berlíně, kde se živil jako učitel hudby. V té době mu byl úřady zakázán návrat do Polska kvůli několika vlasteneckým písním na texty Adama Mickiewicze. Domů se mohl vrátit až v září 1847.
V letech 1836–1838 zkomponoval Dobrzyński svou první operu Monbar czyli Flibustierowie (Monbar aneb Piráti) op. 30. Části opery byly nejprve koncertně provedeny ve Varšavě, Poznani, Berlíně a v Drážďanech. Jako celek byla opera uvedena poprvé ve Velkém divadle ve Varšavě v roce 1863. Od roku 1841 vyučoval hudbu na Alexandrově ústavu pro vzdělávání dívek.
V roce 1852 byl Dobrzyński jmenován šéfem opery Velkého divadla ve Varšavě, ve funkci však vydržel méně než rok. V následujících letech řídil operní orchestr na symfonických koncertech. V letech 1858–1860 byl členem zakládajícího výboru Hudebního institutu a členem Lvovské hudební společnosti.
V roce 1860 se zhoršilo jeho zdraví, postupně odešel z varšavského hudebního života a věnoval se pouze komponování. Zemřel ve Varšavě 9. října 1867 ve věku šedesáti let.

## Dílo

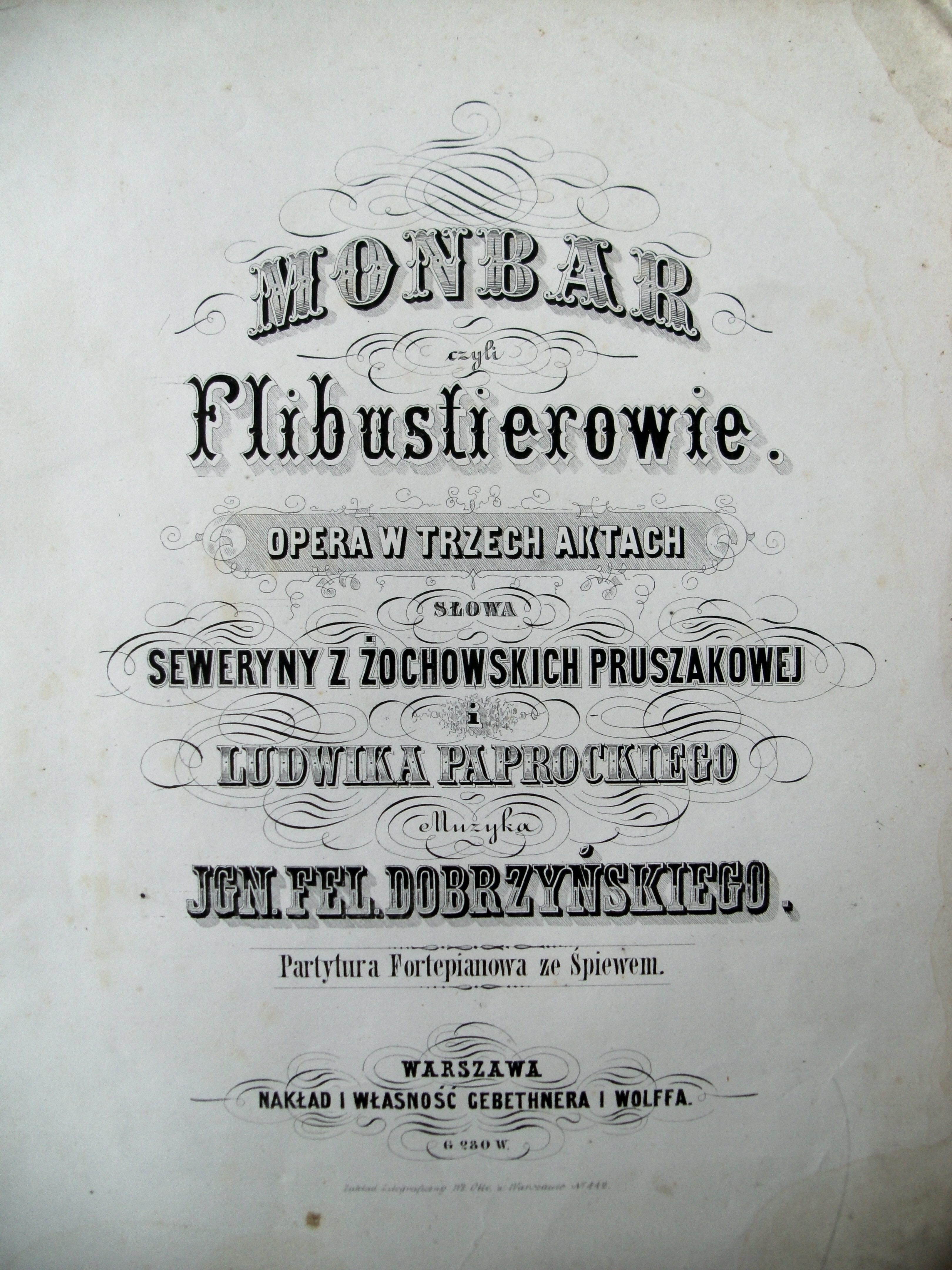
Klavírní výtah opery Monbar czyli Flibuslierowie.

### Orchestrální skladby
- Koncertní předehra pro velký orchestr op. 1 (1824)
- Klavírní koncert F-dur op. 2 (1824)
- Rondo alla Polacca pro klavír a orchestr op. 6 (okolo 1827)
- 1. symfonie (Grande) op. 11" (1829)
- Variations de concert sur une mazure favorite (Koncertní variace na oblíbenou mazurku) op. 12 pro klavír a orchestr
- Oblíbený pochod Józefa Poniatowského pro orchestr (1830)
- Pochod Národní gardy pro orchestr (1830)
- Triumfální pochod "Marche triomphale pro orchestr" (1831)
- 2. symfonie v duchu polské hudby c-moll (1831)
- Fantaisie sur un thème original op. 28 pro fagot a orchestr (okolo 1834)
- Deux polonaises concertantes à grand orchestre op. 31" (okolo 1839)
- Fantasie op. 32 pro housle a orchestr" (okolo 1839)
- Fantaisie pour la trompette à piston avec orchestre op. 35" (okolo 1839)
- Marche funèbre op. 38 pro orchestr" (okolo 1840)
- Velká fantasie na motivy opery "Les Flibustiers" pro housle a orchestr (okolo 1840)
- Andante et Rondo alla polacca op. 42 pro flétnu a orchestr (okolo 1843)
- Elégie op. 43 pro violoncello a orchestr (okolo 1843)
- Introduction et Variations sur thème original op. 45 pro pozoun a orchestr (okolo 1845)
- Umoresca capriciosa sur un thème italien op. 53 pro orchestr (1847)
- Scherzo op. 56 pro orchestr (okolo 1849)
- Smuteční pochod k úmrtí J. Elsnera (1854)
- Tableau musical pro orchestr" (1856)
- Polonéza ke dni plnoletosti prince Nikolaje Alexandroviče pro orchestr" (1859)

### Vokální skladby
- Kantáta na počest obránců vlasti pro sóla, smíšený sbor orchestr (1830)
- Marsz za Bug pro smíšený sbor a klavír nebo varhany (1831)
- Kantáta k jmeninám hraběte Henryka Łubieńského pro smíšený sbor a orchestr (1834)
- Kantáta ke slavnostní ceremonii v obchodní čtvrti op. 34 pro tři soprány, ženský sbor a orchestr (okolo 1839)
- Kantáta op. 44 pro soprán, smíšený sbor a orchestr (1843)
- Písnička o ponču pro dva sólové hlasy, mužský sbor a klavír (1849)
- Pieśń do Najświętszej Marii Panny op. 58 pro soprán, smíšený sbor a varhany (před 1853)
- Smuteční pochod k úmrtí Fryderyka Chopina op. 66 pro smíšený sbor a orchestr (1857)
- Veni Creator op. 67 (68) pro mužský sbor a dechové nástroje (okolo 1857)
- Mazur pro mužský sbor a orchestr (1865)

### Scénická díla
- Monbar czyli Flibustierowie op. 30, opera (1836-38)
- Konrad Wallenrod op. 69, hudba k dramatické adaptaci básně (1859–1864, nedokončeno)
- Burgrafowie, scénická hudba (1860)
- Sztuka i handel, scénická hudba (1861)

### Komorní hudba
- 1. smyčcový kvartet e-moll op. 7 (okolo 1828)
- 2. smyčcový kvartet d-moll op. 8 (1829)
- Introdukce a variace na původní téma op. 9 pro housle a klavír (okolo 1829)
- 3. smyčcový kvartet E-dur op. 13" (1830)
- Grand trio op. 17 pro housle violoncello a klavír (okolo 1831)
- Introduction et Variations non difficiles sur une masure favorite op. 18 pro flétnu a klavír (1831)
- První smyčcový kvintet F-dur op. 20 (1831)
- La Partenza. Romance pro tenor nebo soprán, klavír a violoncello (obligato) op. 29 (1846)
- Smyčcový sextet Es-dur (okolo 1841)
- Druhý smyčcový kvintet a-moll op. 40 (okolo 1842)
- Romance pro hoboj, smyčcový kvartet a klavír (okolo 1842)
- Les larmes op. 41 pro housle, violoncello a klavír (1843)
- Téma a variace op. 42 pro violoncello a klavír (okolo 1843)
- Nocturno op. 46 pro violoncello a klavír (okolo 1845)
- Souvenir de Dresde op. 47 pro hoboj, violoncello a klavír (1846)
- Sen křesťana op. 57, duchovní fantasie pro 10 nástrojů (okolo 1850)
- Six harmonies sur le célèbre thème "God save the King" pro smyčcový kvartet (okolo 1850)
- Studie na původní téma v dvojitém kontrapunktu a osmi formách op. 62 pro smyčcový kvartet (1867)

### Klavírní skladby
- Polonéza A-dur pro klavír" (1823)
- Čtyři polonézy op. 3
- Introdukce a variace na ruské téma op. 4 pro klavír op. 4 " (okolo 1824)
- Mazurka pro klavír" (1825-26)
- Nová polonéza na téma z opery Straka zlodějka Gioacchina Rossiniho pro klavír" (okolo 1826)
- Deux polonaises pro klavír (okolo 1826)
- Fantaisie quasi Fugue sur un Masurek favori op. 10 pro klavír (okolo 1828)
- Sbohem, melancholická polonéza pro klavír" (1829)
- Fantaisie et Variations dans le style facile et brillant sur la Masure (Kujawianka) op. 14 pro klavír (okolo 1830, pub.1834)
- Trois mazurkas op. 16 pro klavír" (okolo 1831)
- 3 nocturna pro klavír op. 21 (okolo 1833)
- Thème original varié op. 22 pro klavír" (okolo 1833)
- 4 Mazures, 3 Valses et 2 Galoppes op. 23" (1836)
- Nocturna f-moll a Des-dur op. 24 (1834)
- Souvenir. Deux mazurkas op. 25 pro klavír" (okolo 1834)
- Tři mazurky op. 27 pro klavír" (okolo 1834)
- Dvě mazurky op. 37 pro klavír" (okolo 1840)
- Résignation op. 48 pro klavír (okolo 1846)
- Ricordanza op. 49 pro klavír (okolo 1846)
- Gage d'amitié. Nocturno podle polské melodie op. 52 pro klavír (1846)
- Impromptu op. 54 pro klavír (okolo 1846)
- La Primavera. Morceau brillant op. 55 pro klavír (okolo 1846)
- Fantazie na téma z opery "Don Giovanni" W. A. Mozart op. 59 pro klavír (okolo 1846)
- Mouvement et repos. Grande étude op. 60 pro klavír" (okolo 1847)
- Tarantella op. 61 pro klavír" (před 1850)
- Grande étude chromatique op. 62 pro klavír" (před 1850)
- Danse napolitaine op. 65 pro klavír" (okolo 1853)